# Catena Humboldt

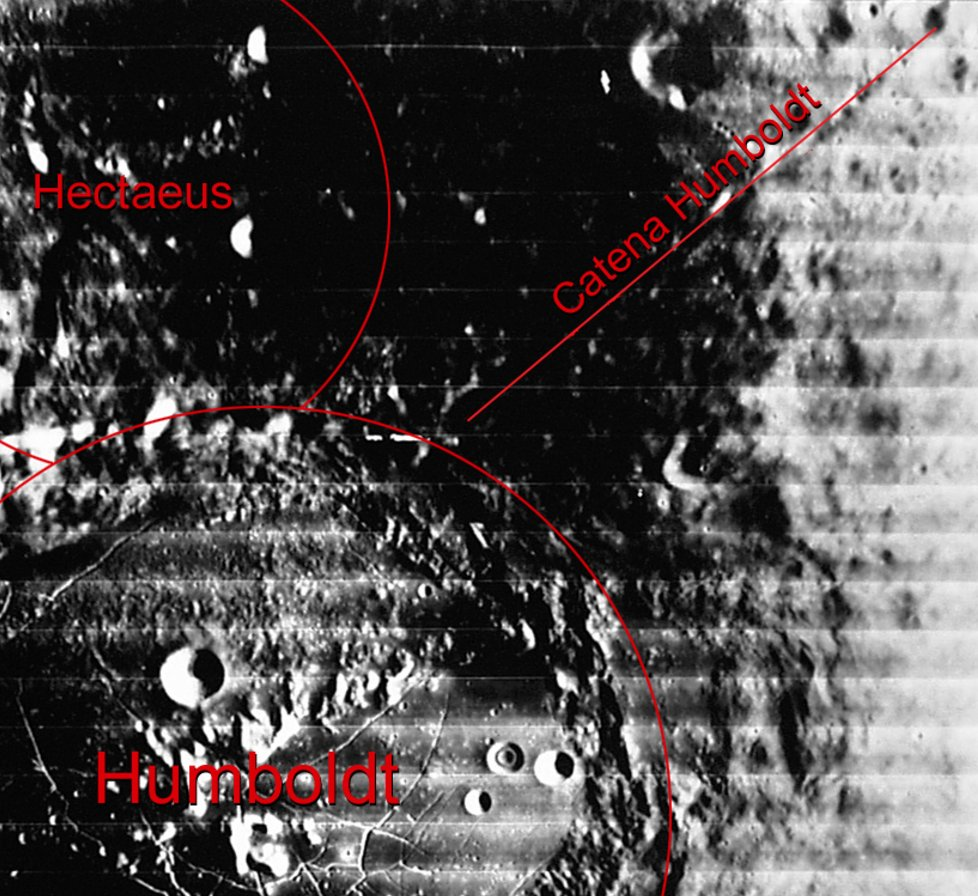
Catena Humboldt (Imagen LPI)

La Catena Humboldt es una cadena de cráteres lunares de impacto notablemente rectilínea que se extiende entre el noroeste del cráter Humboldt, del que toma el nombre, y el sureste del cráter Gibbs, con una longitud aproximada de 160 kilómetros. Sus coordenadas características son:
   * Centro de la catena: 21°59′S 84°42′E / -21.98, 84.7

   * Extremo suroeste: 23°47′S 82°35′E / -23.78, 82.58

   * Extremo noreste: 19°53′S 86°31′E / -19.89, 86.51

La catena tiene rumbo noreste desde el punto más próximo a Humboldt (al suroeste), y el extremo próximo a Gibbs (al noreste).
Debe su nombre al naturalista alemán Alexander von Humboldt (1769-1859).